# Mimulus luteus
Espèce
Classification APG III (2009)
Mimulus luteus est une espèce végétale de la famille des Scrophulariaceae selon la classification classique ou des Phrymaceae selon la classification phylogénique. Elle est native de l'Ouest de l'Amérique du Nord.